# Luca Devoti
Luca Devoti (* 2. Januar 1963 in Verona) ist ein ehemaliger italienischer Segler.

## Erfolge
Luca Devoti nahm an den Olympischen Spielen 1996 in Atlanta und 2000 in Sydney in der Bootsklasse Finn-Dinghy teil. 1996 kam er bei seinem Olympiadebüt nicht über den 16. Platz hinaus. Vier Jahre darauf beendete er die Regatta mit 46 Punkten auf dem zweiten Rang hinter Iain Percy und vor Fredrik Lööf und gewann somit die Silbermedaille. Bei Weltmeisterschaften sicherte er sich bereits 1997 in Danzig Silber. Im selben Jahr gelang ihm in Split der Titelgewinn bei den Europameisterschaften.
2007 war er Skipper von +39 Challenge beim 32. America’s Cup.